# تشارلز تي فيشر
تشارلز تي فيشر (بالإنجليزية: Charles T. Fisher)‏ هو شخصية أعمال أمريكي، ولد في 16 فبراير 1880 في نورواك في الولايات المتحدة، وتوفي في 8 أغسطس 1963 في ديترويت في الولايات المتحدة.